# Josef Johann Adam de Liechtenstein
Josef Johann Adam de Liechtenstein (1690-1732) fou el sisè príncep de Liechtenstein i el segon sobirà d'aquest estat entre 1721 i 1732.

## Vida
Josef va néixer el 27 de maig a Viena, fill del príncep Anton Florian i de la comtessa Eleanora Bàrbara Thun-Hohestein.
Va rebre formació militar i aviat va entrar a formar part de l'exèrcit imperial Habsburg. Va lluitar durant la Guerra de Successió Espanyola. El 1712 durant les festes de la coronació de l'emperador Carles VI del Sacre Imperi Romanogermànic, va ser nomenat tresorer. A l'any següent, va ser traslladat al càrrec de comissari principal de la dieta de Moràvia.
Des de la mort del seu pare el 1721, heretà el govern de l'estat de Liechtenstein passant més temps a Vaduz, la capital del seu estat, i centrant-se a administrar amb èxit els seus béns. Aquell mateix any va ser acceptat dins l'orde de cavallers del Toisó d'Or. Des del 1723 va servir de conseller privat de l'emperador. Durant la dieta de Silèsia de 1729-30 va ser el comissionat principal. Treballà com ajudant del príncep Karl Josef von Guillern, la negociació de pau de la primera guerra de Silèsia.

## Matrimoni i descendència
Josef Johann Adam es va casar per primera vegada amb la seva cosina Maria Gabriela de Liechtenstein (1692 - 1713), filla de Johann Adam de Liechtenstein, que va morir poc després.
Es va casar en segones núpcies el 3 de febrer de 1716 amb la comtessa Mariana de Thun-Hohenstein (1698 - 1716), que es va morir 20 dies després.
El tercer matrimoni va ser el 3 d'agost d'aquell mateix any amb la princesa Maria Ana d'Oettingen-Spielberg (1693 - 1729), amb la qual va tenir un fill:
- Karl Anton (1713 - 1715).

Havent enviudat, es va casar amb la comtessa Maria Anna de Kottulinsky (1707–1788) amb qui va tenir tres fills:
- Josef Anton (1720–1723)
- Maria Therese (1721–1753) casada amb el príncep Joseph I de Schwarzenberg (1712–1782)
- Johann Nepomuk Karl (1724–1748),

## Mort i successió
El 17 de desembre de 1732 va morir a Fesdelberg amb 42 anys i va ser sepultat a la cripta de l'església de la Nativitat a Vranov u Brna (Moràvia). Com que el seu fill Johann Nepomuk Karl, només tenia vuit anys quan ell va morir, el títol i càrrec de sobirà de Liechtenstein va passar al seu cosí Josef Wenzel I.